# Champlin (Ardennes)
Champlin település Franciaországban, Ardennes megyében. Lakosainak száma 74 fő (2022. január 1.). Champlin Antheny, Aouste, Auvillers-les-Forges, Estrebay, Girondelle és Rumigny községekkel határos.

## Népesség
A település népességének változása:
| Lakosok száma | 106  | 75   | 74   | 74   | 77   | 74   | 71   | 72   | 73   | 74   |
|               | 1968 | 1982 | 1990 | 2006 | 2013 | 2015 | 2017 | 2019 | 2020 | 2022 |